# 学习雷锋好榜样

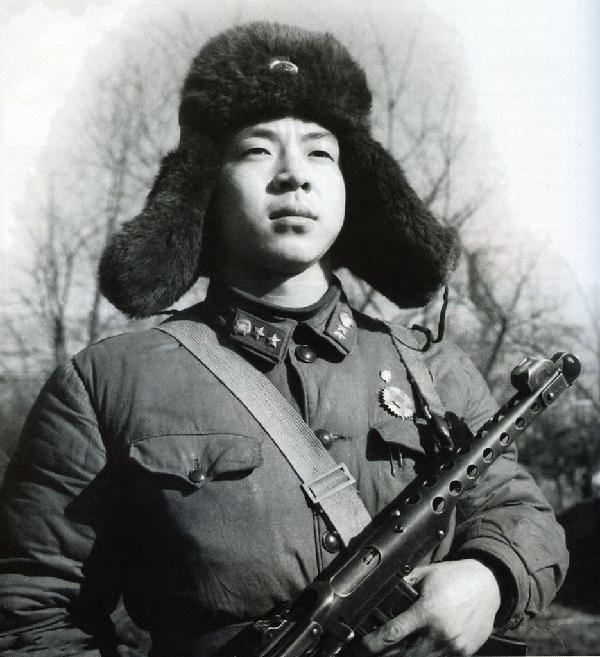
雷锋

学习雷锋好榜样，由洪源作词，生茂作曲的一首歌颂雷锋，号召大家向雷锋学习的歌曲，创作于1963年3月5日，创作当日由北京军区战友文工团在北京天安门前首唱。该歌曲在中国大陆有很高的传唱度，特别是每年3月5日“学雷锋纪念日”活动多会使用。该歌曲的传唱极大地推动了“学习雷锋活动”的发展。

## 背景
1962年8月15日，中国人民解放军沈阳军区工程兵第10团的中士雷锋因公殉职。雷锋早在1960年11月就被沈阳军区树为学习《毛泽东选集》的标兵进行宣传。1963年3月2日，《中国青年》杂志在学习雷锋专辑中刊登了毛泽东、周恩来的题词，董必武、郭沫若、罗瑞卿、谢觉哉等写的诗和文章。1963年3月5日，毛泽东的题词“向雷锋同志学习”在《人民日报》《解放军报》等媒体刊登，学雷锋活动在全国范围内展开，“向雷锋同志学习”逐渐成为树立社会主义新风尚的动员口号。

## 创作
1963年3月5日上午，也就是毛泽东题词在《解放军报》发表当天的上午，北京军区战友文工团团长晨耕、政委王引龙召集全体成员学习毛主席等领导题词，并通知当日下午2点在天安门有游行活动，全团参加宣传。接近上午10点钟时散会，有人提议作为文工团在下午游行应该有首歌，提议得到一致赞同，并决定由作曲家生茂和词作家吴洪源创作。
决定后，洪源找出《雷锋日记》和刊载雷锋事迹的报纸、资料，并决定将“好榜样”三个字定为歌曲主题，用两个小时创作了《学习雷锋好榜样》歌词，交给生茂谱曲。生茂则一直在等洪源的歌词，连中午饭都没顾上吃，拿到歌词后生茂不到一个小时便完成了创作。歌曲完成后，他们让人抄在文工团食堂门前的黑板上征求意见，得到了大家的一致好评。
1963年3月5日下午，战友文工团成员们在手风琴的伴奏下，在天安门前合唱了《学习雷锋好榜样》。

## 传唱
据词作者洪源回忆，1963年3月5日下午上街宣传演唱《学习雷锋好榜样》时就有很多群众要歌词，不久就有电台请他们去教歌，“过了四五天，《人民日报》、《红旗》杂志就发表了这首歌曲，一时间下至农村上至城镇，几乎全国都在唱这首歌。”
1963年10月，《学习雷锋好榜样》词曲在《解放军歌曲》上发表，接着战友文工团首唱的录音，由中央及各地广播电台向国内外播放。1965年3月5日，八一电影制片厂出品，董兆琪执导的黑白电影《雷锋》开始在中国各地城乡放映，《学习雷锋好榜样》为该电影的片尾曲。

## 获奖
1964年5月，合唱歌曲《学习雷锋好榜样》在中国人民解放军全军第三届文艺汇演中荣获“优秀奖”。1989年，《学习雷锋好榜样》获得建国40周年“唤起我美好回忆的那些歌”优秀作品奖。

## 轶事
1966年，周恩来总理到大连视察时，曾亲自向宾馆服务员和文工团演员推荐并教唱《学习雷锋好榜样》。